# Capanemia paranaensis
Capanemia paranaensis är en orkidéart som beskrevs av Rudolf Schlechter. Capanemia paranaensis ingår i släktet Capanemia och familjen orkidéer. Inga underarter finns listade i Catalogue of Life.